# Vannóvskoye
Vannóvskoye (del ruso: Ванновское) es un seló del raión de Tbilískaya del krai de Krasnodar, en Rusia. Está situado en las tierras bajas de Kubán-Azov, al sur del curso del Kubán, 4 km al sur de Tbilískaya y 99 km al nordeste de Krasnodar, la capital del krai. Tenía 1 603 habitantes en 2010.
Es cabeza del municipio rural Vannóvskoye, al que pertnecen asimismo Vesioli, Krasni Zelenchuk, Novopejovski Pervi, Severokubanski, Shevchenko, Sheremétievskoye.

## Historia
Tras la guerra de Crimea y la guerra del Cáucaso, los alemanes de Besarabia comenzaron a emigrar hacia el Kubán. Primero se establecieron en el raión de Yeisk y más tarde se establecieron por toda la región, sobre todo en el curso medio y superior del río Kubán. En 1868 le compraron al general retirado Markózov 1 535 desiatinas de tierra, donde se establecieron cuarenta familias que fundaron la colonia Eigenfeld, que daría origen a Vannóvskoye. La actividad económica de los colonos era básicamente la agricultura (cereales, horticultura, tabaco y ganadería). Un año más tarde llegaron más familias que fundarían, al oeste de Eigenfeld, la colonia Rozenfeld (actual Sheremétievskoye). El tercer grupo de alemanes inmigrantes fundaría Aleksándrfeld (actual Leónovskoye). Sobre estas tres localidades y varias localidades menores, se estableció el vólost Eigenfelsdski, que ocupaba 13 verstás de norte a sur y 40 verstas de este a oeste a lo largo de la orilla meridional del Kubán. A principios de la década de 1890, fue renombrada Vannóvskoye en homenaje al ministro Piotr Vannovski. De 1928 a 1941 fue centro del raión nacional alemán de Vannóvskoye.